# Bolszaja Czukoczja
Bolszaja Czukoczja, Czukoczja, Rewum-Rewu (ros. Большая Чукочья) – rzeka w azjatyckiej części Rosji, w Jakucji. Długość 758 km, powierzchnia dorzecza 19 800 km².
Płynie na Nizinie Kołymskiej w kierunku północno-wschodnim, silnie meandrując, uchodzi estuarium do Morza Wschodniosyberyjskiego. W dorzeczu liczne bagna i około 11,5 tys. niewielkich jezior.
Zasilanie śniegowo-deszczowe; zamarza od października do maja, miejscami do dna. Do początku XX w. była uważana za dopływ Kołymy.